# Pan Européenne Air Service
 (juin 2020).
Si vous disposez d'ouvrages ou d'articles de référence ou si vous connaissez des sites web de qualité traitant du thème abordé ici, merci de compléter l'article en donnant les références utiles à sa vérifiabilité et en les liant à la section « Notes et références ».
L'aviation d'affaires
Pan Européenne Air Service (PEAS) est une compagnie aérienne française privée d’aviation d’affaires basée sur l'Aéroport de Chambéry - Savoie-Mont-Blanc en France. Elle est spécialisée dans le transport aérien sur mesure avec des avions de différentes capacités allant de 7 à 49 sièges.

## Histoire
Pan Européenne a été créée par son président Bernard Guichon et a commencé ses opérations en 1977. C'est la plus ancienne compagnie française de taxi aérien encore en activité, elle est à ce titre la deuxième compagnie la plus expérimentée en France après Dassault Falcon Service.
Ses bases principales sont l'aéroport de Chambéry, où se situe également son siège social et l'aéroport d'affaires de Lyon-Bron (ouverture Novembre 1987).
Au début de la compagnie, un Piper Aztec PA 23 (immatriculé F-BTCD) était utilisé puis deux (le F-BTMT suivi du F-BTYY) qui réalisaient des vols quotidiens de fret postal pour la société de messagerie urgente Jet Services appartenant à Roger Caille (également fondateur de la compagnie aérienne Air Jet). Les destinations desservies à l'origine étaient Poitiers puis Niort pendant quelques années afin de rapatrier le plus vite possible, les chèques de banques comme le Crédit Agricole qui convergeaient vers l'aéroport de Niort par la route depuis les succursales en fin d'après-midi la veille, pour être remis à leur société de traitement de chèques sur Lyon. A l'époque, les dates de valeurs pouvaient coûter très cher aux banques.
Au milieu des années 1990, Bernard Guichon entre au capital de la compagnie aérienne Hex'Air fondée en 1991 sur l'aéroport du Puy-en-Velay pour exploiter la ligne régulière Le Puy - Paris.
Entre 1997 et 2001, elle prend possession de la compagnie aérienne Sinair basée à l'aéroport de Grenoble-Saint Geoirs.
A la demande insistante de la Chambre de Commerce et d'Industrie et du Département de la Savoie en plein désarroi, Pan Européenne a exploité du 1er avril 2002 au 31 mars 2003 via sa filiale, la compagnie Hex'Air, la liaison aérienne régulière quotidienne Chambéry-Paris, à la suite de la défection de la compagnie exploitante Régional, qui avait arrêté ses vols à la fin du programme Hiver le 18 avril 2003.

## Activités
Elle est spécialisée dans le transport aérien sur mesure (location de jet, avion taxi, fret, rapatriement sanitaire). Elle transporte hommes d'affaires ou sportifs professionnels (comme l'Olympique Lyonnais).
Elle propose également la location d'avion avec équipage pour des compagnies tierces (ACMI),.
Elle peut desservir plus de 500 destinations à travers l'Europe, l'Afrique du Nord et le Moyen-Orient.
Elle a transporté 8 699 passagers en 2019, 8 436 passagers en 2018. Elle transportait 2 660 passagers en 1997.
L'entreprise gère également un atelier de maintenance certifié Embraer situé sur l'aéroport de Chambéry-Savoie.

## Flotte
La flotte de la PEAS est composée de 5 appareils:
- Embraer ERJ 145LR, immatriculé F-HBPE (mise en service en 2004).
- Embraer ERJ 135LR, immatriculé F-GYPE (mise en service en septembre 2001).
- Embraer Phenom 300, immatriculé F-HGPE et F-HIPE (Phenom 300E)[13].
- Embraer Phenom 100, immatriculé F-HSBL.

La compagnie a détenu par le passé des Piper Aztec PA 23 (dont les F-BTCD, F-BTMT et F-BTYY), un  Partenavia P68B, un  Piper Cheyenne II, un Swearingen SA227-AC Metro III (F-GLPE), des Beechcraft Be 99, Be 300 et 1900D (dont le F-GOPE et F-HAPE) et des P-180 Avanti (dont le F-GZPE) et Avanti II (dont le F-HCPE) pour le rapatriement sanitaire.

Avions anciens et actuels de la PEAS
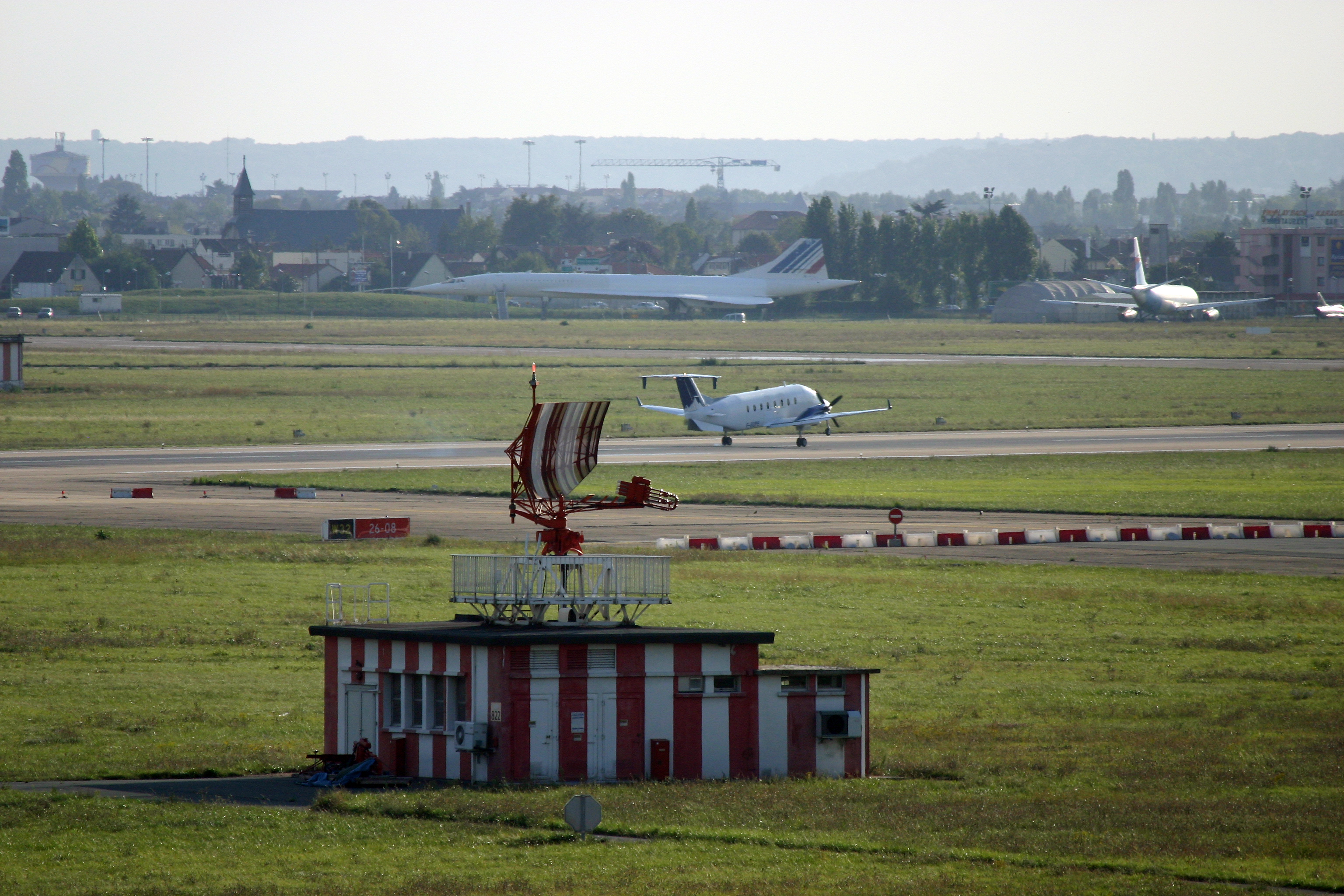
Ancien Beechcraft 1900D de la PAN Européenne à Orly
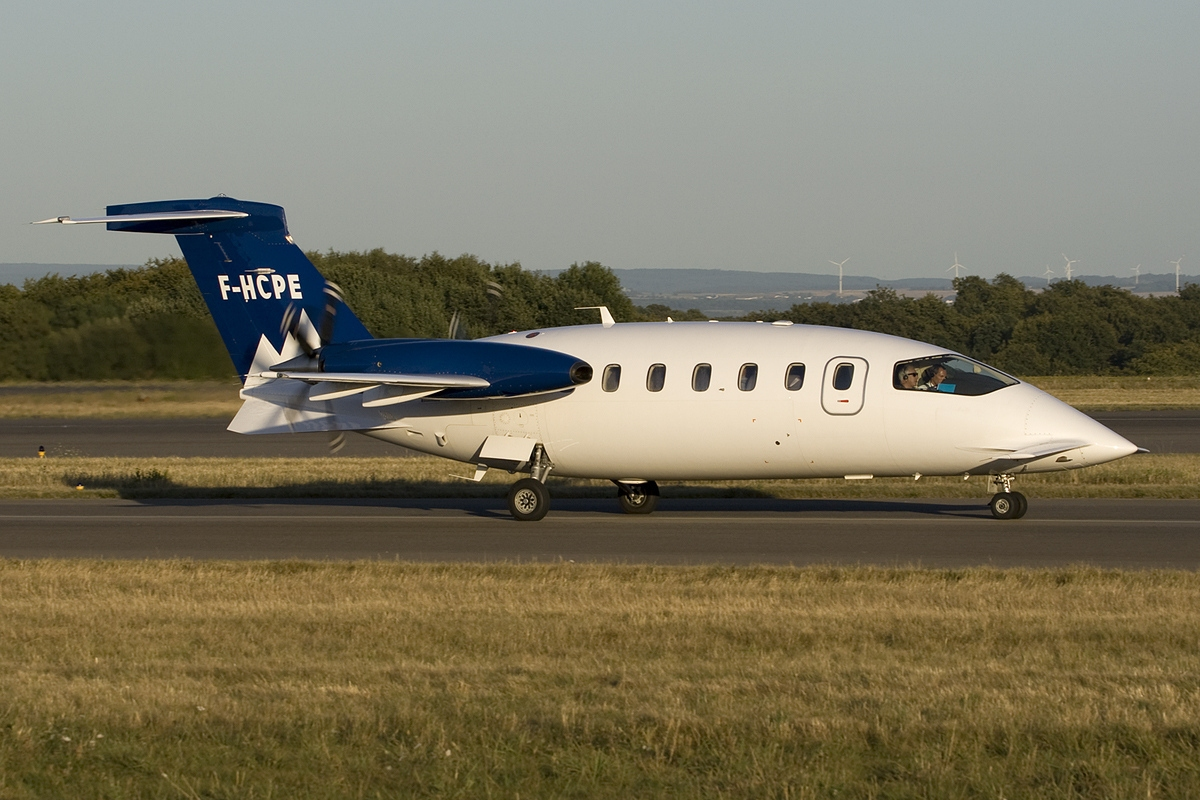
Ancien P-180 Avanti F-HCPE de Pan Européenne Air Service
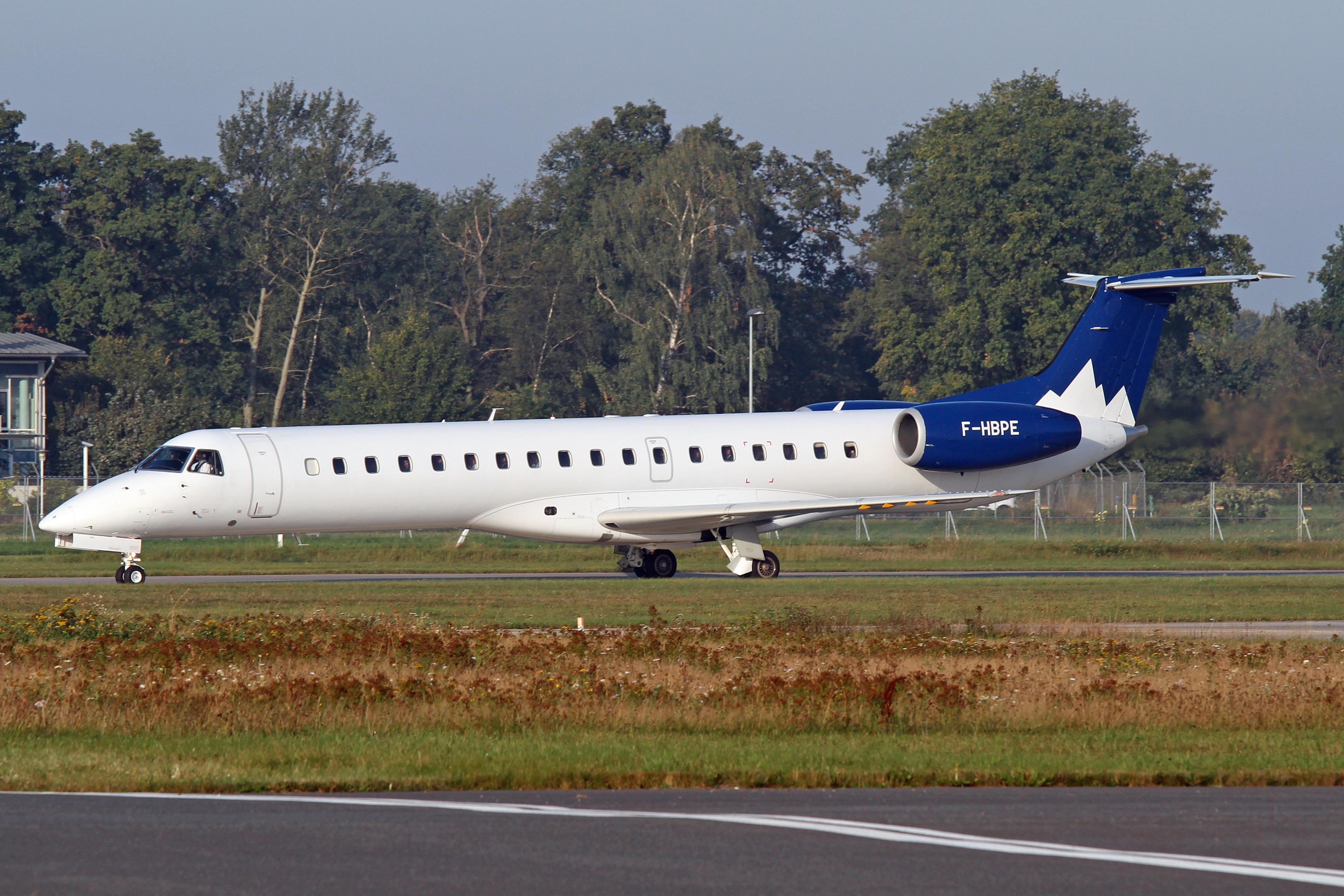
ERJ145 F-HBPE de Pan Européenne Air Service
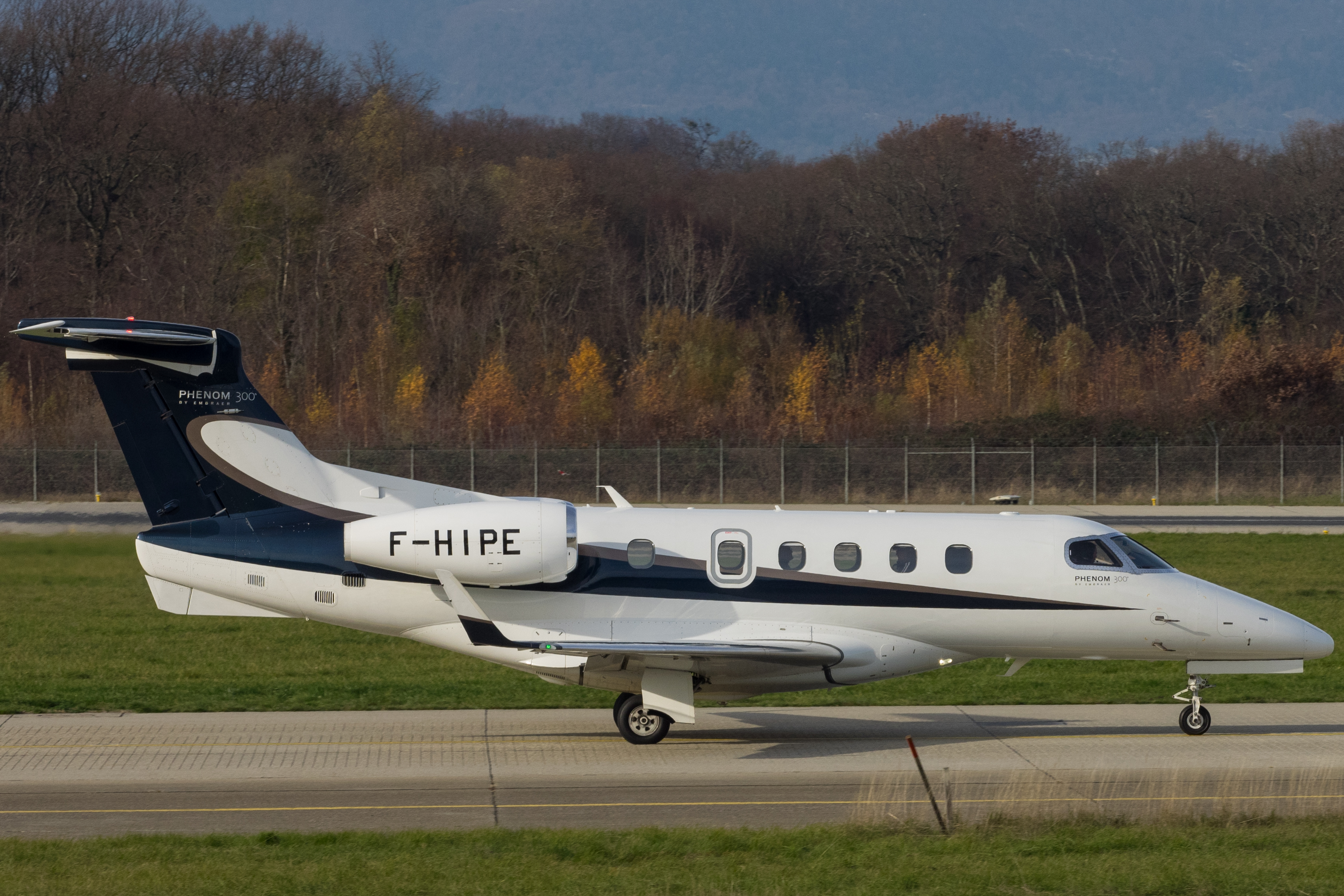
Embraer EMB 505Phenom 300 E55P immatriculé F-HIPE
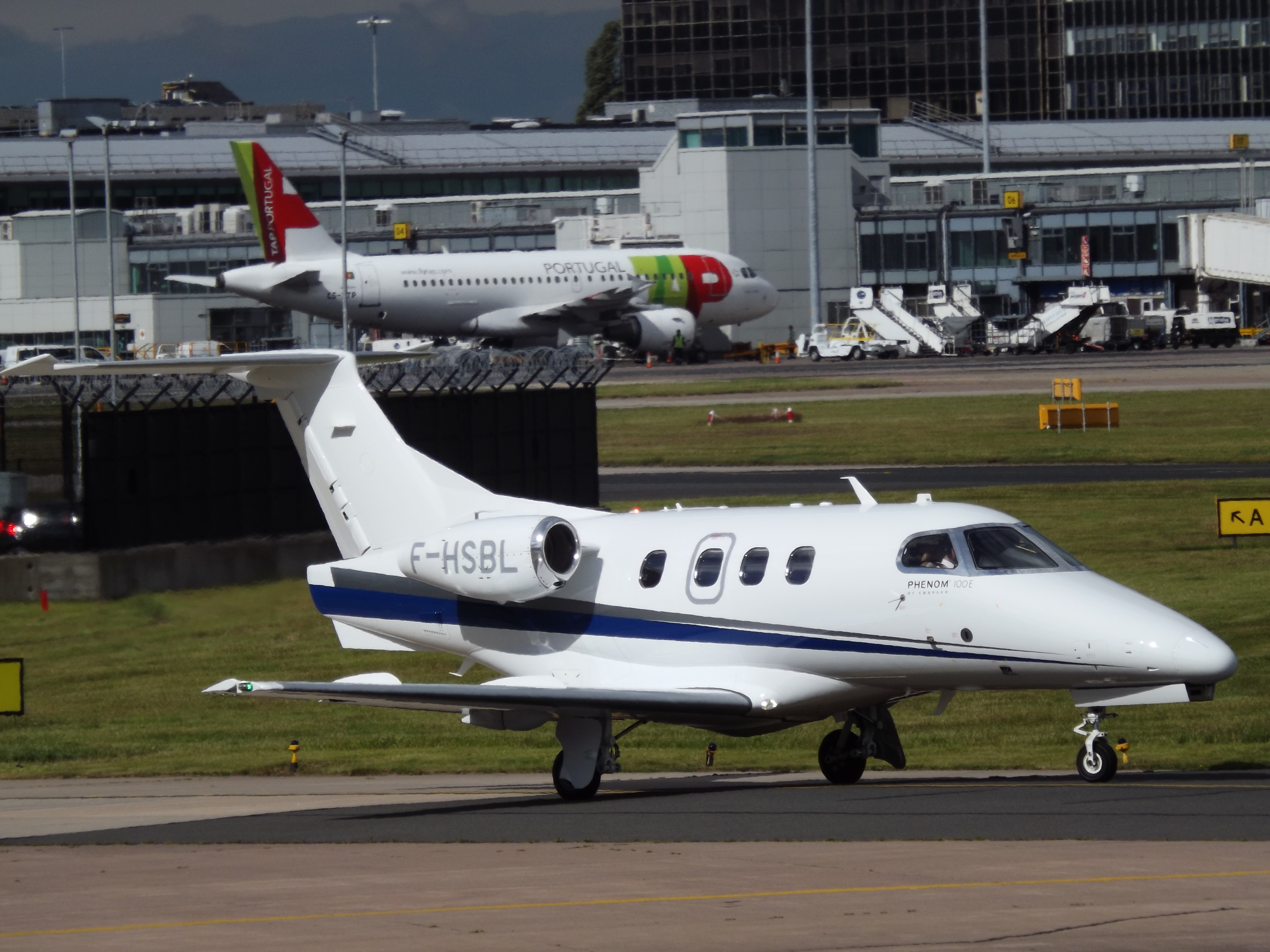
Embraer Phenom 100 immatriculé F-HSBL
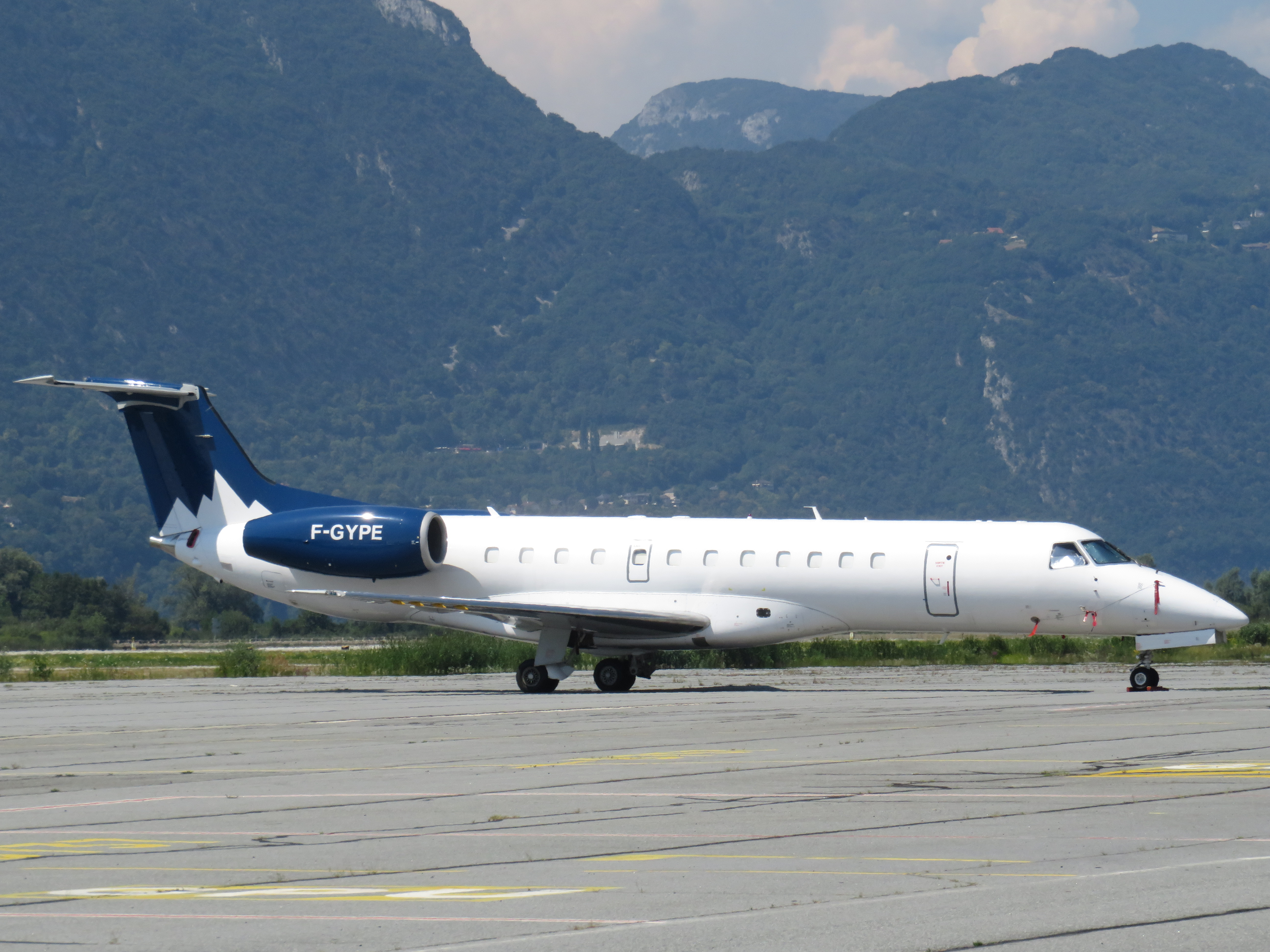
Embraer 135 LR immatriculé F-GYPE
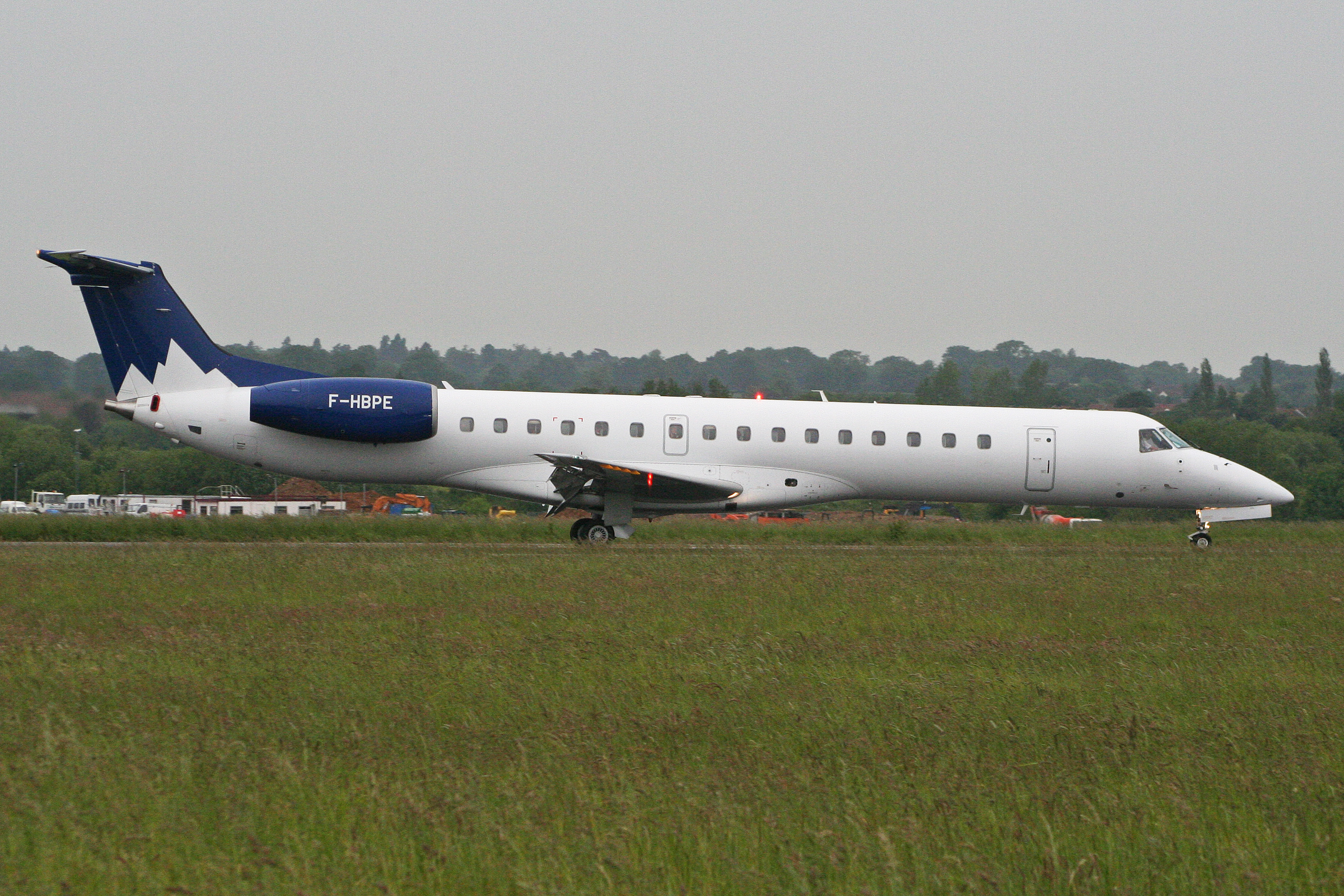
Embraer 145LR immatriculé F-HBPE
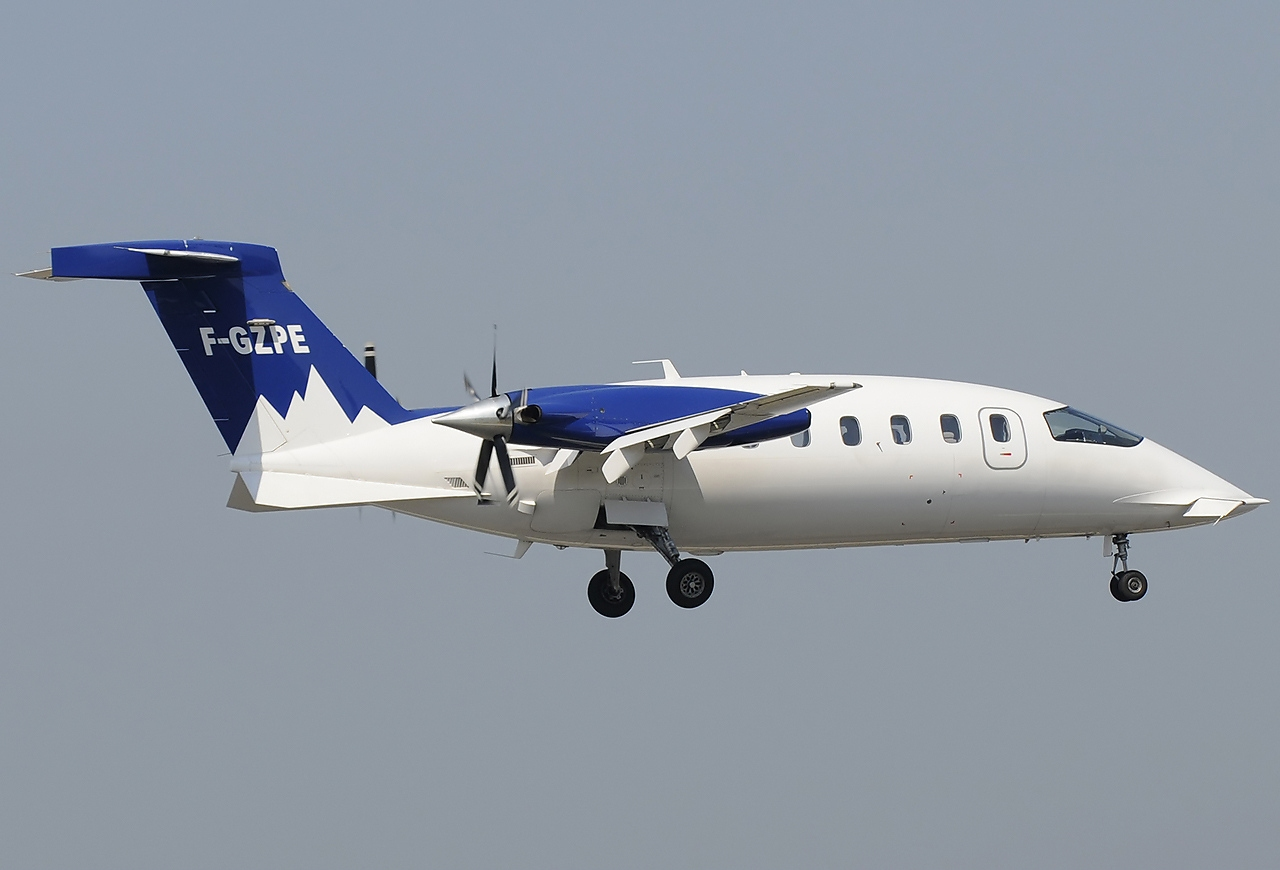
Piaggio P-180 Avanti immatriculé F-GZPE
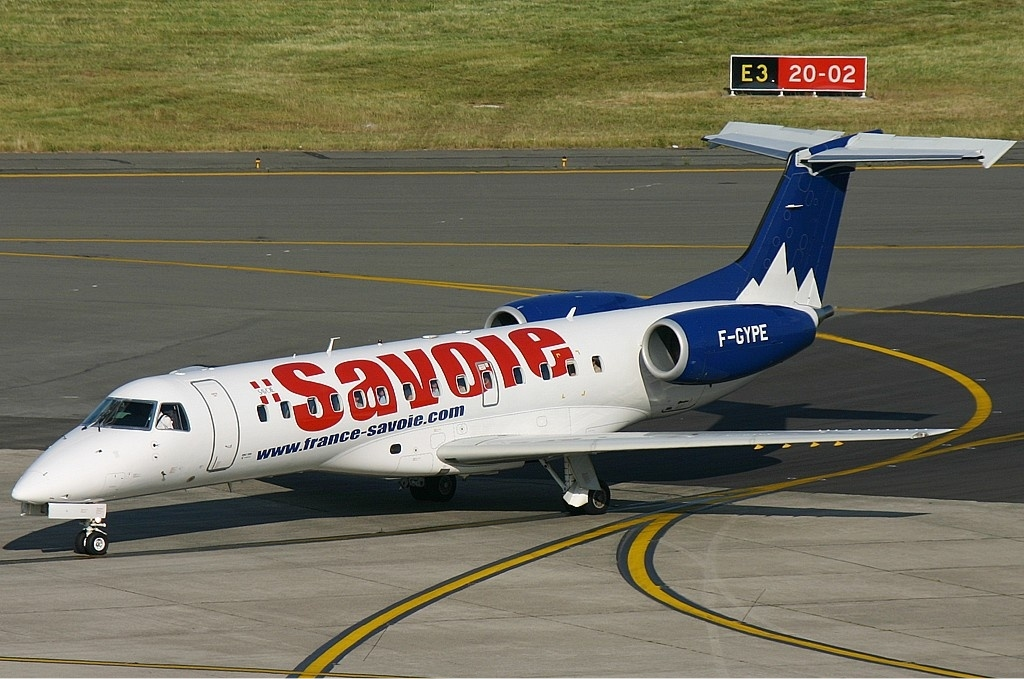
Embraer 135LR immatriculé F-GYPE avec publicité pour la Savoie, avion exploité par Hex'Air pour PEAS sur la ligne Chambéry-Paris en 2002 et 2003